# Zygosaccharomyces bisporus
Zygosaccharomyces bisporus H. Nagan. – gatunek jednokomórkowych grzybów zaliczany do drożdży. Znany jest głównie z tego, że powoduje psucie się produktów spożywczych o wysokiej zawartości cukru i o wysokiej kwasowości.

## Systematyka i nazewnictwo
Pozycja w klasyfikacji według Index Fungorum: Zygosaccharomyces, Saccharomycetaceae, Saccharomycetales, Saccharomycetidae, Saccharomycetes, Saccharomycotina, Ascomycota, Fungi.
Po raz pierwszy opisał go w 1917 r. H. Naganishi. Synonimy:
- Debaryomyces bisporus (H. Nagan.) Abadie, Pignal & J.L. Jacob 1963
- Saccharomyces bisporus (H. Nagan.) Lodder & Kreger-van Rij 1952
- Torulaspora bispora (H. Nagan.) Kock.-Krat. 1982

## Charakterystyka
Zygosaccharomyces bisporus, Zygosaccharomyces bailii i Zygosaccharomyces rouxii znane są głównie z tego, że powodują psucie się produktów spożywczych zawierających dużo cukrów i kwasów organicznych. Z. bisporus wyizolowano z psujących się winogron, ale nie został wykryty pod koniec fermentacji, co może wyjaśniać jego mniejszą częstość występowania w winach niż Z. bailii. Z bisporus wykazuje dużą odporność na kwas sorbinowy i dwutlenek siarki, ale jednak jego odporność na stress ekologiczny jest mniejsza niż u Z. bailii.